# Spissatus

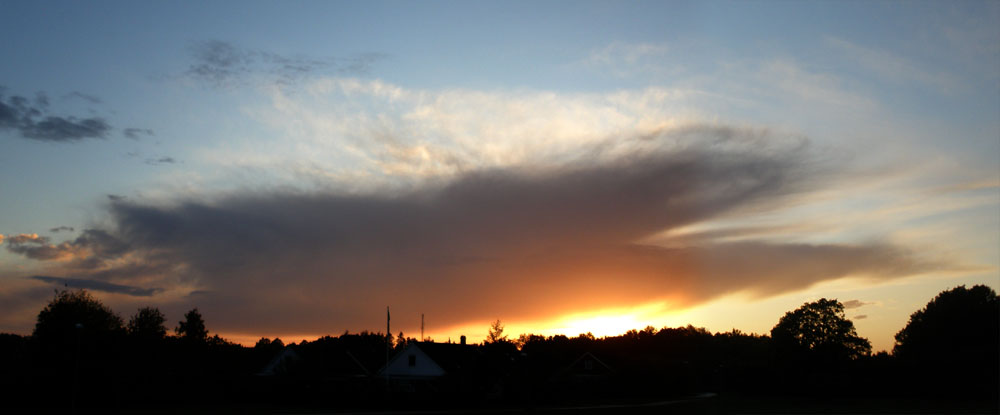
Cirrus spissatus cumulonimbogenitus

Spissatus (Abk.: spi, lat. „verdichtet, aufgehäuft“) ist eine Wolkenart. Es handelt sich um einen optisch relativ dichten, häufig in Flecken auftretende Cirrus, der sogar gegen die Sonne betrachtet grau erscheinen kann. Eine Spissatus ist häufig aus dem heraus gewehten Eisschirm eines Cumulonimbus entstanden.